# Estação Ferroviária de Caldas da Rainha
A estação ferroviária de Caldas da Rainha é uma interface da Linha do Oeste, que serve a localidade de Caldas da Rainha, na sub-região Oeste, em Portugal. Embora a construção de uma linha férrea servindo as Caldas da Rainha tenha sido proposta na década de 1840, só na década de 1880 é que se iniciou o planeamento definitivo, como parte da linha de Lisboa à Figueira da Foz. Assim, a estação foi inaugurada em 1887, como parte do lanço daquela linha até Leiria.

## Caracterização

### Localização e acessos
Situa-se no centro da localidade de Caldas da Rainha, junto ao Largo da Estação de Caminhos de Ferro.

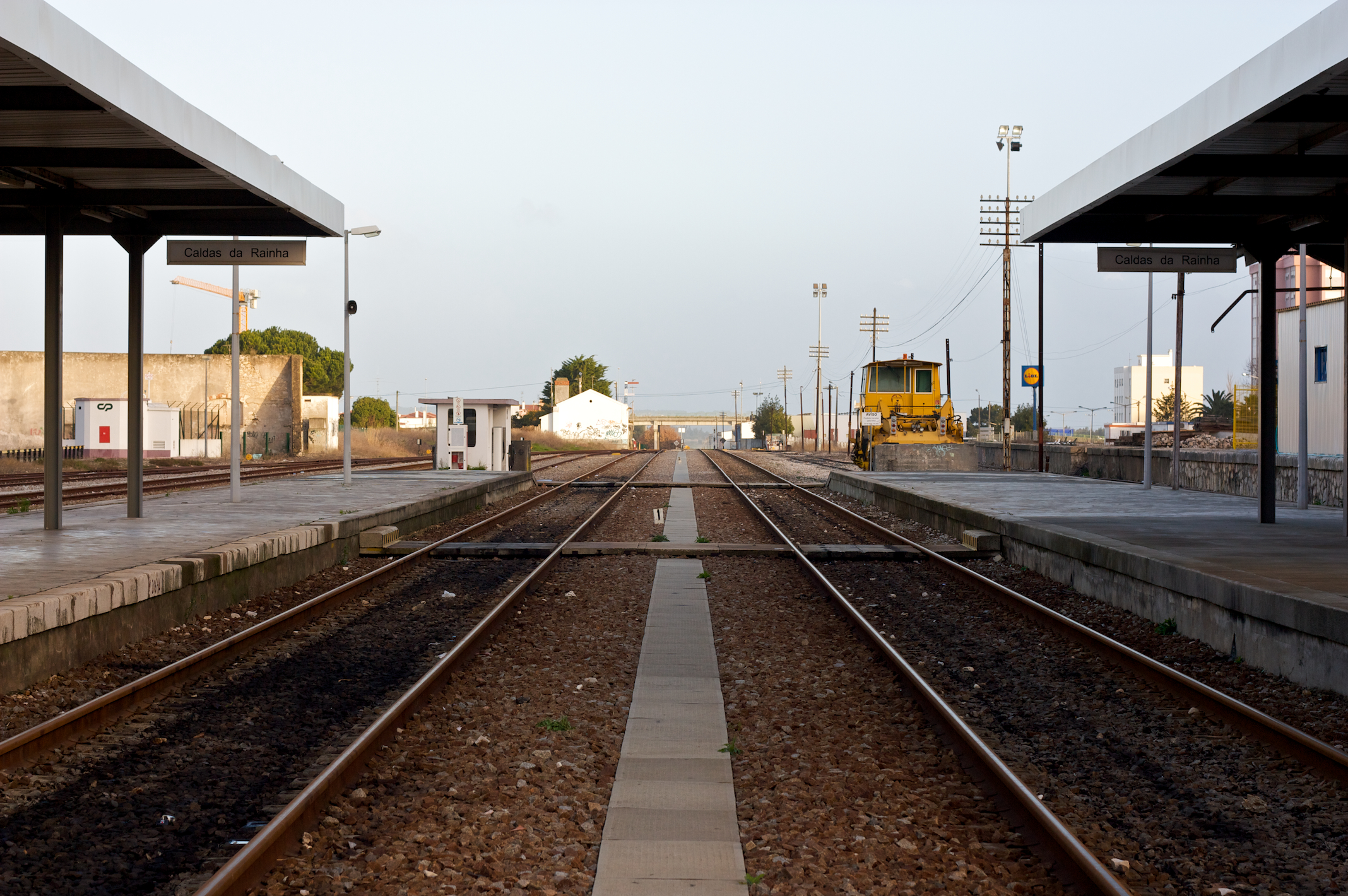
Aspeto das vias e plataformas da estação, em 2009.

### Infraestrutura
Em 2004, a estação apresentava três vias de circulação, onde se podiam fazer manobras, e dispunha de um serviço de abastecimento de gasóleo, e de um serviço de informação ao público. Nesta data estava classificada como de tipologia D, entretanto alterada para C. Em Janeiro de 2011, contava com três vias de circulação, com 558 e 310 m de comprimento; as plataformas tinham todas 196 m de extensão, apresentando 45 e 40 cm de altura.
O edifício de passageiros situa-se do lado nascente da via (lado direito do sentido ascendente, à Figueira da Foz). Em 2005, o complexo da estação incluía o edifício de passageiros, sanitários, um antigo restaurante e uma habitação, dormitórios, e uma cocheira. O edifício de passageiros apresenta um estilo tradicional português, enquanto que o restaurante utiliza o estilo modernista português, tendo ambos sido construídos na primeira metade do século XX.[carece de fontes?]
| A Linha do Oeste conta com vários atravessamentos dentro cidade; de sul para norte: - Av. Timor Lorosae, passagem inferior rodoviária (PK 104+101) - R. Vitorino Froes (EN360), passagem inferior rodoviária (PK 104+506) - R. Dr. Aug.º Saudade e Silva e R. Sebastião de Lima, passagem superior rodoviária (PK 104+776), ao extremo sul da estação - passagem superior pedonal (PK 104+986), no interior da estação; serve igualmente transeuntes e passageiros - R. Prof. Manuel José António, passagem inferior rodoviária (PK 105+381), ao topo norte da estação - Av. Viaduto (EN360), passagem superior rodoviária (PK 105+698) - Estr. do Campo (EM566), passagem de nível rodoviária (PK 106+201) - Autoestrada do Oeste (A8), passagem superior rodoviária (PK 106+934) |

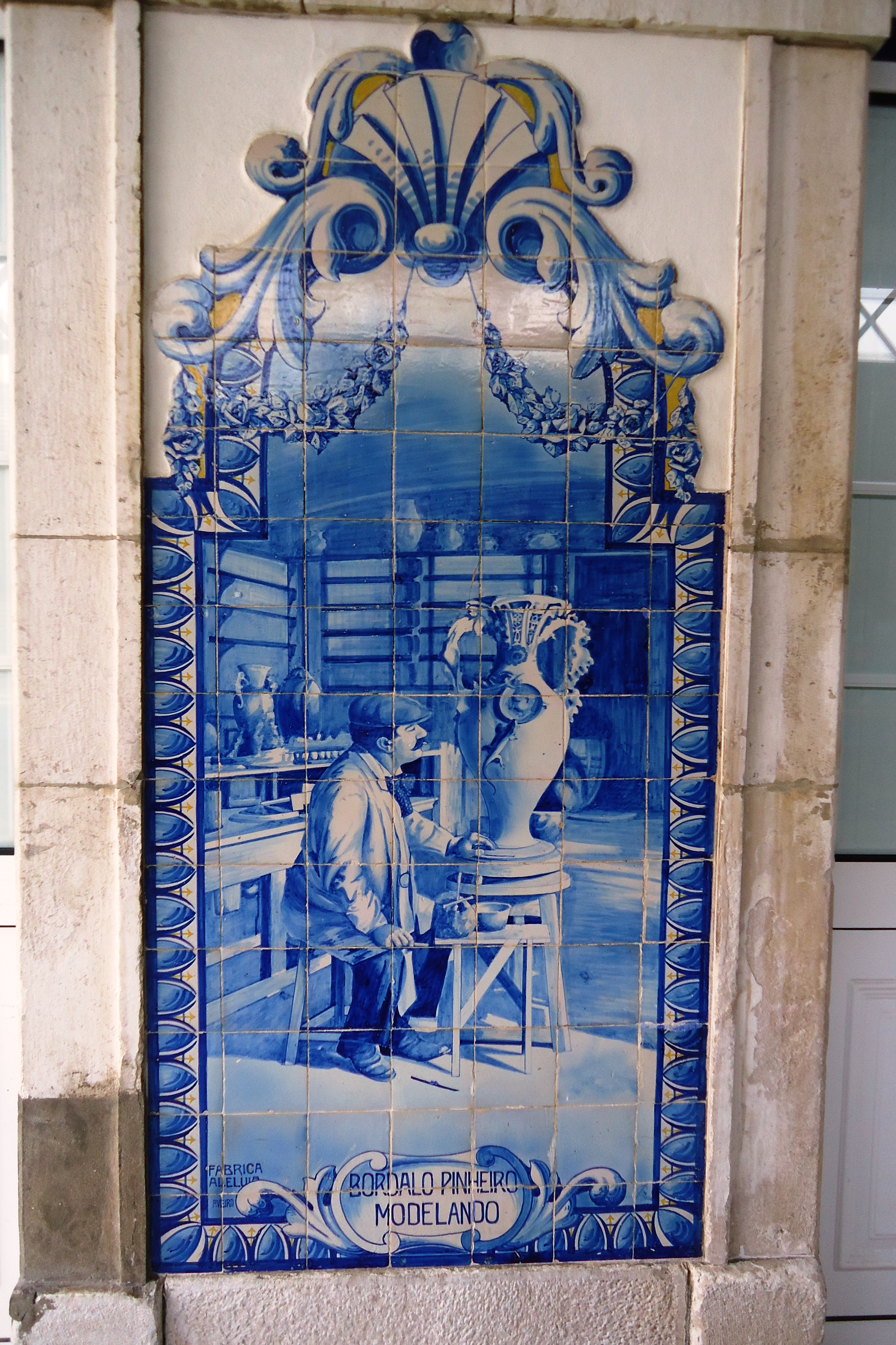
Painel de azulejos, representando o artista Rafael Bordalo Pinheiro.

#### Azulejos
As paredes exteriores do edifício de passageiros encontram-se parcialmente revestidas por onze painéis de azulejos bicromáticos, produzidos pela Fábrica Aleluia de Aveiro em 1924, representando os retratos da Rainha D. Leonor e de Rafael Bordalo Pinheiro, e de vários marcos da cidade e da região, como o Chafariz das Cinco Bicas, a Praça da República, a Torre da Igreja de Nossa Senhora do Pópulo, o Hospital Termal, a Mata e o Parque D. Carlos I, a Foz do Arelho e a Lagoa de Óbidos.

### Serviços
Em dados de 2022, Caldas da Rainha é servida por comboios de passageiros da C.P. num total de dez circulações diárias em cada sentido. Alguns destes têm aqui o término da sua marcha, ligando a Coimbra-B (três circulações diárias em cada sentido, de tipo inter-regional), a Lisboa - Santa Apolónia (uma circulação diária em cada sentido, também de tipo inter-regional), a Torres Vedras (uma circulação diária em cada sentido, de tipo regional), e a Mira-Sintra - Meleças (duas circulações diárias em cada sentido, de tipo regional); outros serviços fazem paragem nesta estação ao circular entre Lisboa - Santa Apolónia e Leiria (uma circulação diária em cada sentido, de tipo regional), entre Mira-Sintra - Meleças e Coimbra-B (idem), e entre Figueira da Foz e Lisboa - Santa Apolónia (idem).

## História

### Século XIX

#### Antecedentes e primeiros planos
Na transição para o século XIX, a (então) vila de Caldas da Rainha, tal como a restante região da Estremadura, tinha grandes problemas de comunicações, estando dependente de uma rede viária muito deficiente, sendo o principal eixo uma estrada entre Lisboa e Coimbra, que passava pela localidade. Em 1798, iniciou-se um serviço de mala posta entre Lisboa e Coimbra, que demorava cerca de três dias no percurso entre as duas cidades, e que ao fim de pouco tempo foi cancelado. Na década de 1820, foram feitas várias tentativas para reiniciar os serviços de mala posta em Portugal, incluindo uma das Caldas da Rainha até Vila Nova da Rainha, onde se ligava aos barcos a vapor até Lisboa. No entanto, este serviço era muito moroso, uma vez que o navio de Lisboa a Vila Nova da Rainha levava cerca de três horas e meia, e depois a diligência ainda demorava mais cerca de seis horas até às Caldas da Rainha.

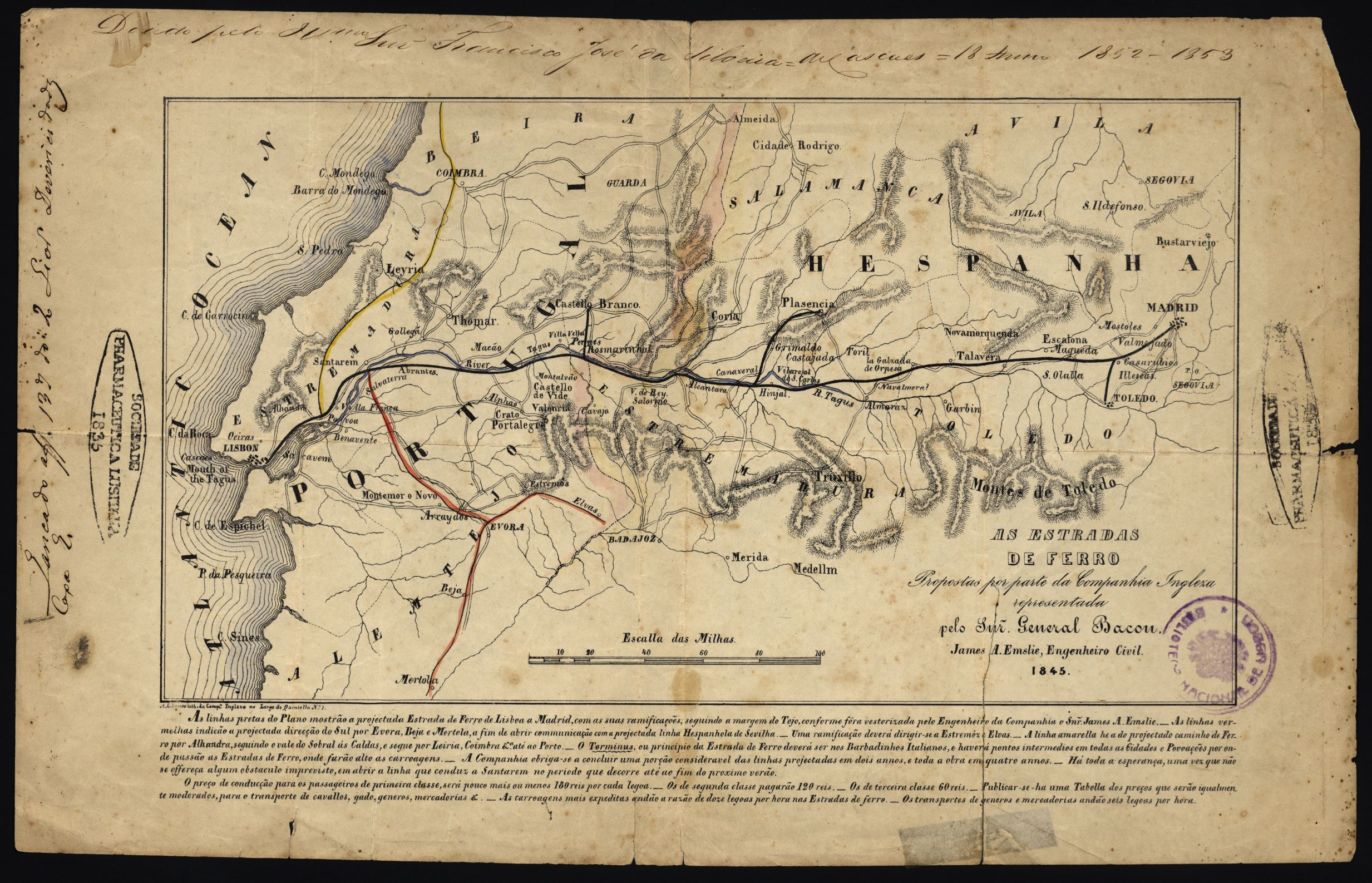
Mapa com os planos ferroviários de 1845, incluindo a linha de Alhandra ao Porto, passando pelas Caldas da Rainha, Leiria e Coimbra.

Em 1845, uma empresa britânica apresentou várias propostas para linhas férreas em Portugal, incluindo uma de Alhandra ao Porto, passando pelas Caldas da Rainha, Leiria e Coimbra. Porém, estes planos foram abandonados após a queda queda do governo cabralista, em 1846.
Na segunda metade do século XIX, com o início da Regeneração, o governo, sob o comando de Fontes Pereira de Melo, iniciou um ambicioso programa de obras públicas, que incluía o desenvolvimento da rede viária e a construção de uma rede de caminhos de ferro, de forma a melhorar as acessibilidades no país. Em 1854, o governo Regenerador iniciou a reconstrução da estrada real entre Lisboa e Coimbra, sendo a primeira fase das obras relativa ao percurso entre o Carregado e as Caldas da Rainha, e em 6 de Julho desse ano ordenou a construção de uma estrada entre as Caldas da Rainha e Alenquer. Em 1855 foi reiniciada a mala posta do Carregado a Coimbra, que tinha uma estação de muda nas Caldas da Rainha. Além disso, em meados do século também surgiram empresas que faziam serviços de transporte desde as Caldas da Rainha até Vila Nova da Rainha, e desse ponto até ao Carregado e à Azambuja. Nessa altura, iniciou-se o planeamento dos caminhos de ferro em Portugal, tendo os concelhos do litoral Oeste defendido a construção de vias férreas na sua região, especialmente a futura linha férrea de Lisboa ao Porto. Por diversas vezes, as câmaras municipais do Oeste, incluindo a das Caldas da Rainha, levaram o assunto à Câmara Parlamentar, onde foi alvo de acesas discussões, mas o governo não alterou os seus planos originais, e a linha foi construída pelo centro do país.
Em 1856, foi inaugurado o primeiro lanço do Caminho de Ferro do Leste, entre Lisboa e o Carregado, substituindo o percurso por navio, enquanto que o resto da viagem até às Caldas da Rainha continuou a ser feito por diligência. Em Fevereiro de 1858, Paulo Romeiro fez uma proposta para a construção de uma estrada entre Azambuja e Cadaval, de forma a ligar a via férrea à estrada de Lisboa a Coimbra, que facilitaria as comunicações entre as Caldas da Rainha e outras povoações da Estremadura com a região Sul do país.
Na década de 1860, o Duque de Saldanha começou a planear a instalação de uma rede de caminhos de ferro ligeiros, no sistema Larmanjat, que incluía uma linha ao longo da costa Oeste. Um decreto de 25 de Outubro de 1869 autorizou a construção de uma linha entre Lisboa e Leiria, passando pelo Lumiar, Torres Vedras, Caldas da Rainha e Alcobaça. O autor Ramalho Ortigão falou sobre aquela linha, prevendo que após a sua abertura iria permitir um grande aumento no número de aquistas que procuravam as Caldas da Rainha. Com efeito, a vila das Caldas da Rainha era considerada prioritária para a construção de caminhos de ferro, uma vez que era nessa altura a principal estância termal no país, sendo muito concorrida por turistas nacionais e estrangeiros, além que era um dos destinos favoritos da família real. Nessa altura, as termas das Caldas da Rainha também eram muito procuradas pelos espanhóis, especialmente vindos da Extremadura, que frequentavam as praias da costa Oeste. Por seu turno, uma grande parte da procura nacional vinha das regiões interiores do Alentejo. Para manter e aumentar a procura por parte das regiões mais distantes, era necessário um meio de transporte que fosse rápido e cómodo, características que nessa altura só pertenciam ao caminho de ferro. No entanto, a linha do Larmanjat só chegou até Torres Vedras, tendo toda a rede sido encerrada em 1877 devido a problemas financeiros. Entretanto, continuaram os serviços de diligências entre o Carregado e as Caldas da Rainha, como foi descrito na obra Banhos de Caldas e Águas Minerais, escrita por Ramalho Ortigão em 1875, onde referiu que o percurso entre a vila e a estação, de cerca de 56 km, era normalmente feito de carruagem ou por uma diligência que saía duas vezes por dia, ao início e ao fim do dia.
A instalação do comboio Larmanjat não foi pacífica, devido à oposição da Companhia Real dos Caminhos de Ferro Portugueses, proprietária da concessão para as linhas do Norte e Leste, cujo contrato de 1859 com o governo não permitia a emissão de concessões para linhas paralelas às suas vias férreas. Com efeito, este problema já tinha surgido antes do Larmanjat, quando a empresa Ellicot & Kessler tinha apresentado ao governo a intenção de construir uma linha de Lisboa a Torres Vedras, que foi bloqueada pela Companhia Real, criando grande celeuma na imprensa e nos meios políticos. A Companhia Real receava que, embora as concessão fosse só até Torres Vedras, depressa as autarquias de Caldas da Rainha e de outras povoações no litoral iriam exigir o prolongamento da linha, que depois poderia ser continuada até Coimbra, abrindo uma ligação ferroviária paralela às suas linhas.
Antes da construção do caminho de ferro, o concelho de Caldas da Rainha estava ligado por vias rodoviárias a Alcobaça, Leiria, Rio Maior, Santarém, Óbidos e a Peniche, e a Lisboa por Torres Vedras ou pelo Cercal. Excepto pelas estradas reais, todas as outras vias rodoviárias eram muito primitivas.

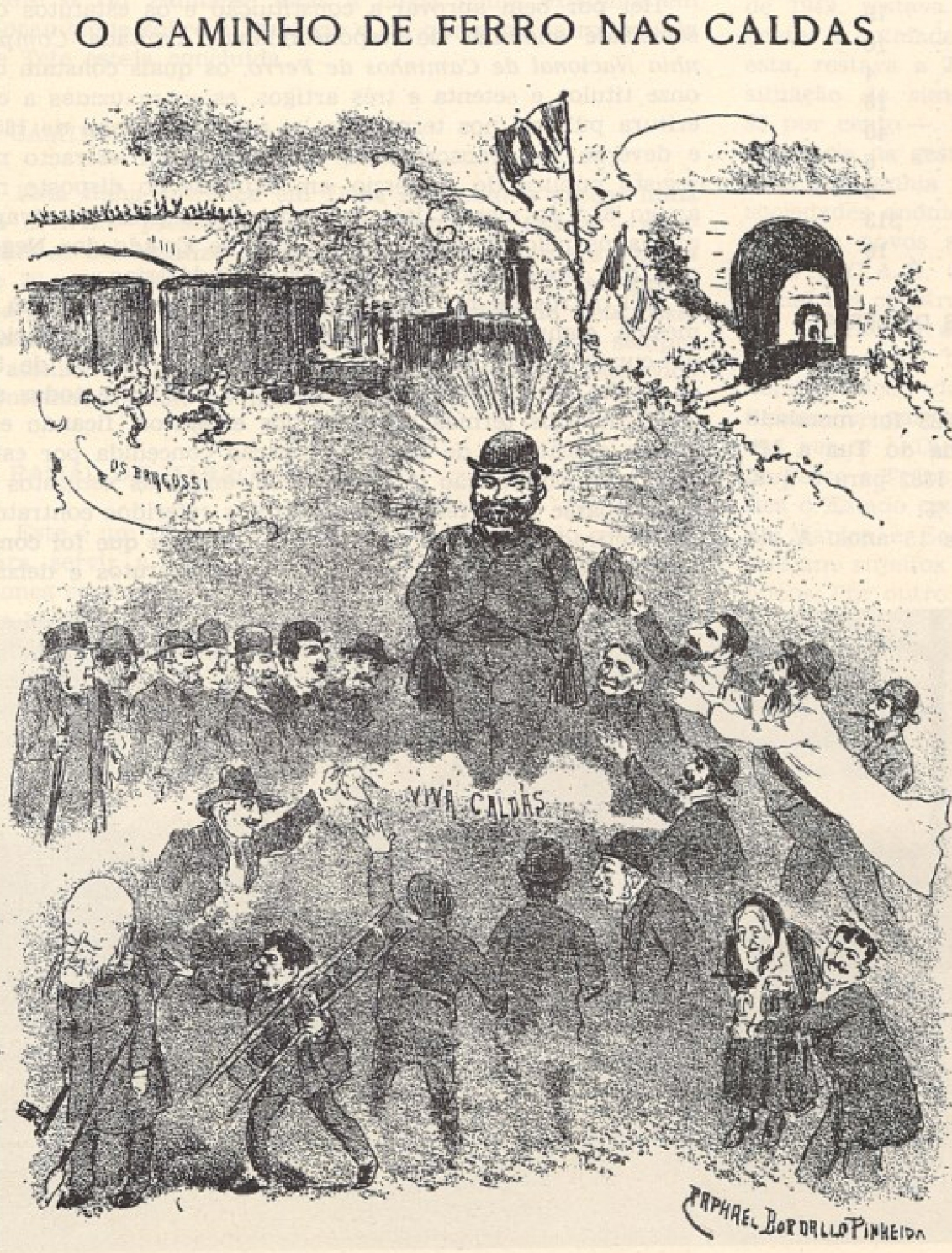
Caricatura da cerimónia de inauguração da estação das Caldas da Rainha, desenhada por Rafael Bordalo Pinheiro para a edição da revista Pontos nos ii de 7 de Julho de 1887.

#### Planeamento e inauguração

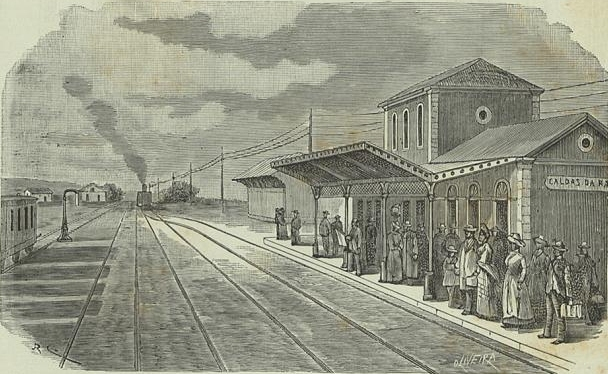
Gravura da estação, publicada em 1887.

Em Janeiro de 1880, a Companhia Real assinou um contrato com o governo para a construção de uma linha entre Lisboa-Santa Apolónia e a Pombal, servido pelas Caldas da Rainha e por outras localidades na região Oeste. Este alvitre falhou devido à queda do governo, pelo que em 31 de Janeiro de 1882 foi apresentada uma nova proposta semelhante, com a Linha do Oeste a iniciar-se em Alcântara e a terminar na Figueira da Foz, mantendo-se a passagem pelas Caldas da Rainha. A instalação da linha foi dividida em duas partes, cabendo à Companhia Real os lanços a Sul de Torres Vedras, enquanto que a parte a Norte daquele ponto foi entregue à casa Burnay, embora posteriormente a Companhia Real tenha conseguido obter toda a concessão.
Quando se planeou a passagem da via férrea junto das Caldas, escolheu-se um percurso pelo Vale Tifónico, a Poente da vila, que tinha um terreno mais favorável, e que foi utilizado até à cocha de São Martinho do Porto.  A linha foi instalada a cerca de 500 m de distância do perímetro urbano, de forma a reduzir o número de passagens de nível a construir. A aproximadamente 100 m da estação, a linha circulava a um nível mais baixo, acompanhando a evolução natural do terreno, o que possibilitou a construção de uma ponte em alvenaria, cujo planeamento foi acompanhado pela autarquia, que também pediu a instalação de uma estrada entre o edifício da estação ferroviária e o núcleo da vila. Este pedido foi aceite pelo Ministério das Obras Públicas, que encarregou das obras a sua direcção distrital de engenharia, que conhecia bem o terreno, por já ter intervindo anteriormente naquela zona.
Em 25 de Junho de 1887, foi inaugurado o lanço entre as estações de Torres Vedras e Caldas da Rainha, com a chegada do primeiro comboio, que tinha vindo de Leiria, cerimónia que foi descrita pelo jornal O Progresso das Caldas do mesmo dia, e pela revista Pontos nos ii em 30 Junho e 7 de Julho. No dia 3 de Julho, foi organizado um comboio experimental para testar o novo lanço, que partiu da estação de Alcântara às 7 da manhã, transportando o administrador delegado, Fontes Ganhado, e outros altos funcionários da Companhia Real com as duas famílias. A viagem decorreu sem problemas, tendo o comboio sido recebido festivamente ao chegar às Caldas. A viagem experimental terminou com um jantar servido na vila. Previa-se que a linha férrea entrasse ao serviço no dia 1 de Agosto, de forma a coincidir com a época de banhos. Como previsto, o lanço entre Torres Vedras e Leiria foi aberto à exploração pela Companhia Real dos Caminhos de Ferro Portugueses em 1 de Agosto. Nesse dia, o Diário de Notícias fez uma reportagem sobre a nova linha, onde descrevia a gare ferroviária das Caldas da Rainha como sendo de primeira classe, composta por um edifício de dois pisos com 32,70 m por 9 m, um cais coberto de 28 m e outro descoberto de 50 m, uma cocheira para oito carruagens, uma rotunda com capacidade para seis locomotivas e uma oficina de reparação. Caso fosse necessário, podia ser construído um outro cais descoberto, de 70 m. Para construir a estação, foi necessário desviar um caminho entre a vila e a Foz, que passou a atravessar a via férrea em frente às agulhas. Nessa altura, ainda não estava instalada a estrada de acesso entre a gare e a vila, tendo já sido prometida pelo governo.

#### Primeiros anos
Com a inauguração da via férrea, a vila das Caldas da Rainha ficou a cerca de cinco horas de caminho de Lisboa, tornando a vila praticamente um arrabalde da capital. Com efeito, desde a sua entrada ao serviço que a procura do público tinha sido muito elevada, tendo o Diário de Notícias de 15 de Agosto relatado que no Domingo o movimento de passageiros tinha sido tão grande, que os comboios para as estações das Caldas da Rainha, Sintra, e Torres Vedras ficaram esgotados. No entanto, nos primeiros tempos de funcionamento, surgiram vários problemas no lanço até às Caldas, perturbando a circulação dos comboios, o que provocou queixas por parte dos passageiros. Além disso, em 14 de Agosto o jornal Diário das Caldas denunciou a falta de pontos de venda de alimentos e de bebidas ao longo da via férrea, as condições em que estava a avenida de acesso à estação, e os elevados preços das carruagens que ligavam os comboios à vila. No mesmo dia, o Diário Ilustrado relatou que tinha ocorrido outro descarrilamento na linha.
Posteriormente, foram criados dois comboios diários entre Lisboa e a vila das Caldas da Rainha, o primeiro a sair de Lisboa às 7:15 e a chegar às 11:23, enquanto que o outro partia de Lisboa às 19:15 e atingia as Caldas às 24:00. No regresso, o primeiro procedia das Caldas às 05:21 e entrava em Lisboa às 10:23, e o segundo iniciava-se às 17:36 e terminava às 21:12. Nos dias festivos, existiam comboios com horários especiais. O preço dos bilhetes de primeira classe era de 2$120 Réis, enquanto que os de segunda custavam 1$680 Réis, e os terceira 1$180 Réis, tendo os bilhetes de ida e volta um desconto de 25%.
A abertura da linha férrea, e a sua posterior continuação até à Figueira da Foz, melhoraram as comunicações entre a vila das Caldas da Rainha e o resto do país, principalmente Lisboa e Coimbra, permitindo um grande desenvolvimento da vila como um pólo industrial, em especial da cerâmica, e como um destino termal, ao facilitar o acesso por parte dos aquistas. Além disso, o caminho de ferro também veio desenvolver a vida artística e sócio-cultural da vila, que conheceu uma grande aumento a partir da década de 1880. Com o acréscimo no movimento de pessoas e mercadorias, a vila ganhou uma maior influência a nível regional, fomentando o crescimento económico e populacional em todo o concelho, e em especial na própria vila. Além de melhorar as comunicações, o caminho de ferro em si teve um impacto no desenvolvimento urbano das Caldas, através das suas infraestruturas, e em especial da estação, que se tornou um pólo de desenvolvimento, com a vila a crescer na sua direcção desde a Praça Maria Pia e a Rua Heróis da Grande Guerra. Desta forma, a instalação dos caminhos de ferro foi uma das principais bases para a futura progressão à categoria de cidade.
Em 1888, já tinha sido criado um serviço rodoviário para o transporte dos aquistas entre a estação ferroviária e o parque termal, que demorava cerca de cinco minutos no percurso. Em 2 de Agosto de 1892, foi organizado um comboio especial para transportar o Rei D. Carlos e a Rainha D. Amélia até à vila das Caldas da Rainha, para utilizarem as termas, tendo permanecido na vila até ao dia 28.

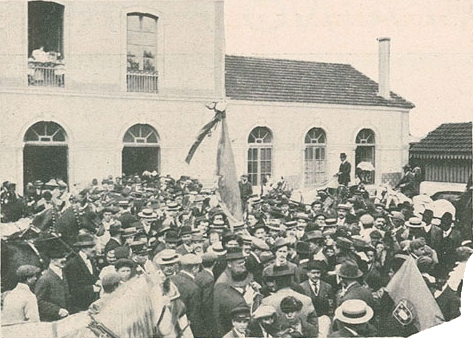
Excursão de caixeiros de Lisboa a sair da estação, em 1912.

### Século XX

#### Décadas de 1900 e 1910
Em Agosto de 1901, começaram a ser realizados comboios expressos entre Lisboa e as Caldas da Rainha.
Em 4 de Outubro de 1910, os passageiros do comboio rápido trouxeram às Caldas as primeiras notícias sobre o movimento revolucionário que estava a suceder em Lisboa, tendo a via férrea sido depois cortada no Bombarral.
Em 1913, existiam serviços de diligências ligando a gare das Caldas da Rainha a Peniche e Rio Maior. Em Janeiro de 1914, ocorreu uma greve a nível nacional dos funcionários da Companhia dos Caminhos de Ferro Portugueses, tendo a adesão sido total nas Caldas da Rainha.

#### Décadas de 1920 e 1930
Em 1924, o governo autorizou um projecto da Companhia dos Caminhos de Ferro Portugueses para modificações nesta estação.
Na publicação Caldas da  Rainha, Portugal: Estância Balnear, Centro de Turismo, editada em 1925, foi relatado que a Comissão de Iniciativa das Caldas da Rainha, que tinha como principal objectivo realizar obras para melhorar a aparência da vila, tinha promovido a instalação de painéis de azulejos na estação ferroviária.
Em 1 de Maio de 1935, a Companhia dos Caminhos de Ferro Portugueses estabeleceu serviços de autocarros entre os despachos centrais de Santarém e Rio Maior e as estações ferroviárias de Caldas da Rainha e Santarém, com passagem pelas localidades de São João da Ribeira e Vidais.

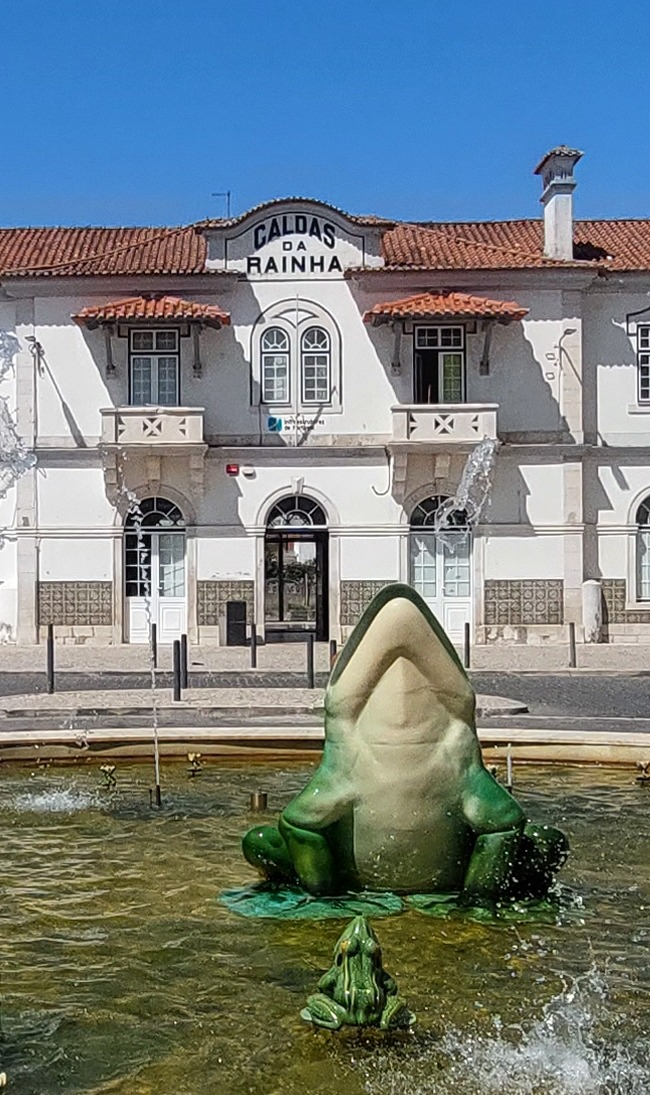
Exterior da estação, com fonte ornamental zoomórfica.

#### Décadas de 1950 e 1960
Em 1 de Abril de 1954, a Gazeta dos Caminhos de Ferro noticiou que tinha sido feita uma viagem experimental entre Lisboa e a estação das Caldas da Rainha, de forma a testar uma automotora holandesa, que tinha vindo recentemente para Portugal como parte de um programa da C.P. para modernização do material circulante. A automotora demorou cerca de uma hora e meia no percurso, tendo a bordo várias altos funcionários da C.P. e representantes da empresa fabricante.
Em 1958, a estação oferecia serviços de passageiros e bagagens, da Companhia dos Caminhos de Ferro Portugueses. Nesse ano, a gare das Caldas da Rainha foi a que teve mais movimento na região, com picos de procura na época balnear, Páscoa, e Natal.
No movimento de mercadorias, a estação das Caldas da Rainha apresentava, em 1958, a maior quantidade de remessas na região, nos regimes de Grande e Pequena Velocidades; as exportações em regime de Pequena Velocidade eram trigo, vinho de pasto, madeiras de eucalipto ou de pinho em bruto, milho, farinha de trigo, batata, gado diverso, madeira de eucalipto ou de pinho aplainada ou serrada, fios e tecidos, louças e vidros, feijão e grão-de-bico, gado bovino, madeira em obra, excepto mobiliário, e vasilhames de madeira. As principais mercadorias expedidas, em 1958, em regime de Grande Velocidade, foram frutas verdes, hortaliças e legumes verdes, criação e caça, e outras mercadorias diversas.
Em 1961, faziam-se oito comboios em cada sentido entre as estações de Caldas da Rainha e Alfarelos, dos quais sete eram dedicados apenas a passageiros, enquanto que um era misto de passageiros e mercadorias. Entre 1 de Agosto e 30 de Setembro, a Companhia dos Caminhos de Ferro Portugueses colocou mais uma automotora entre as Caldas da Rainha e o Valado, de forma a reforçar a oferta.
Em 1968, a Companhia dos Caminhos de Ferro Portugueses tinha prevista a realização de obras de renovação parcial no troço entre as Caldas da Rainha e Cacém.

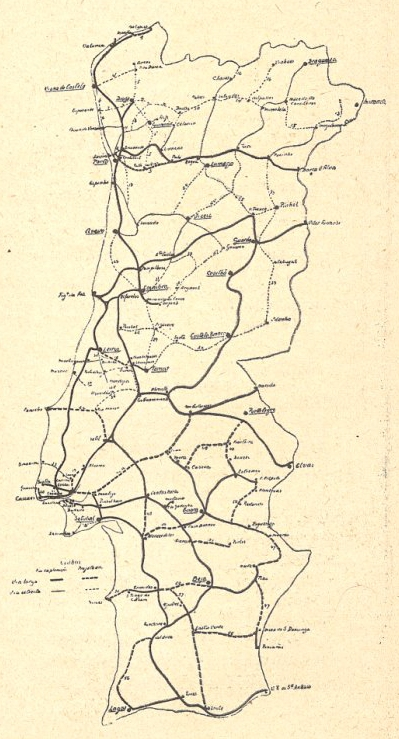
Mapa do Plano de 1930, incluindo a linha de Setil a Peniche por Rio Maior.

#### Ligação planeada a Peniche e à Linha do Norte
Durante o mandato de António Cardoso Avelino como Ministro das Obras Públicas, foram apresentadas várias propostas para linhas férreas que não tiveram sucesso, incluindo uma desde Ponte de Santana até São Martinho do Porto, passando pelo Cartaxo, Rio Maior, Óbidos e Caldas da Rainha. Esta linha foi estudada em 1874 pelo engenheiro Pedro Inácio Lopes, mas não chegou a ser construída devido à concessão da Linha do Oeste.
|  |  |  |  |  |  |  |  | FF |

|  |  |  |  |  |  |  |  |  |  |  |  |

|  |  |  |  |  |  |  |  |  |  |  |  |

|  |  |  |  |  |  |  |  |  |  |  |  |

|  |  |  |  |  |  |  |  |  |  |  | Ss |

|  |  |  |  |  |  |  |  |  |  |  |  |

|  |  |  |  |  |  |  |  |  |  |  |  |

|  |  |  |  |  |  |  |  |  |  |  |  |

|  |  |  |  |  |  |  | Lx |

| existentes |
| planeadas  |

|  |  |  |  |  |  |  |  | FF |

|  |  |  |  |  |  |  |  |  |  |  |  |

|  |  |  |  |  |  |  |  |  |  |  |  |

|  |  |  |  |  |  |  |  |  |  |  |  |

|  |  |  |  |  |  |  |  |  |  |  | Ss |

|  |  |  |  |  |  |  |  |  |  |  |  |

|  |  |  |  |  |  |  |  |  |  |  |  |

|  |  |  |  |  |  |  |  |  |  |  |  |

|  |  |  |  |  |  |  | Lx |

| existentes |
| planeadas  |

Em 4 de Outubro de 1887, o administrador do Hospital Real, Francisco de Andrade Pimentel, discutiu a necessidade de construir outras linhas férreas servindo as Caldas, de forma a fazer crescer a procura, tendo proposto a instalação de uma linha perpendicular que ligasse a Linha do Oeste com a do Norte, facilitando desta forma as comunicações entre a costa Oeste e o Sul do país. Além de passageiros, a linha também seria de interesse no transporte de mercadorias, especialmente dos produtos cerâmicos das Caldas. Esta proposta foi a génese da futura linha do Setil a Peniche, servindo as Caldas da Rainha, que foi considerada a mais prioritária de todas as linhas em planeamento, pela comissão que tinha sido estabelecida por um decreto de 27 de Setembro de 1899 para estudar a rede ferroviária entre os rios Mondego e Tejo.
Em 27 de Janeiro de 1904, a Associação Comercial e Industrial de Caldas da Rainha enviou uma representação ao governo, assinada pelo presidente da assembleia regional, Rafael Bordalo Pinheiro, e pelo presidente da direcção, Henrique de Salles Henriques, para pedir ao governo que a linha passasse pelas Caldas, devido à sua importância em termos comerciais, industriais e de turismo balnear, e por facilitar o acesso por parte das populações espanholas. Em 1905, o Ministério das Obras Públicas lançou o Relatório da Comissão, encarregada de estudar o plano da rede ferroviária entre Mondego e o Tejo pelo Decreto de 27 de Setembro de 1899, onde se descrevia a candidatura das Caldas da Rainha para ser um ponto de passagem da linha entre o Setil e Peniche.
Em 16 de Janeiro de 1912, a Gazeta dos Caminhos de Ferro noticiou que estava a ser planeada a construção desta linha, passando por Rio Maior. Em 16 de Janeiro de 1929, a Gazeta relatou que tinha sido requerida a construção desta linha. Em 1948, o Distrito de Santarém ainda pedia a construção deste caminho de ferro, podendo a bifurcação com a Linha do Oeste ser feita nas Caldas ou em Apeadeiro de Óbidos.
Apesar de ter sido diversas vezes alvo de promessas e de discussão pelas autoridades e elites locais, ao longo de várias décadas até aos anos 50, a linha nunca chegou a ser construída, o que prejudicou não só o sucesso das Caldas da Rainha como destino terminal, mas também a economia de toda a zona litoral.

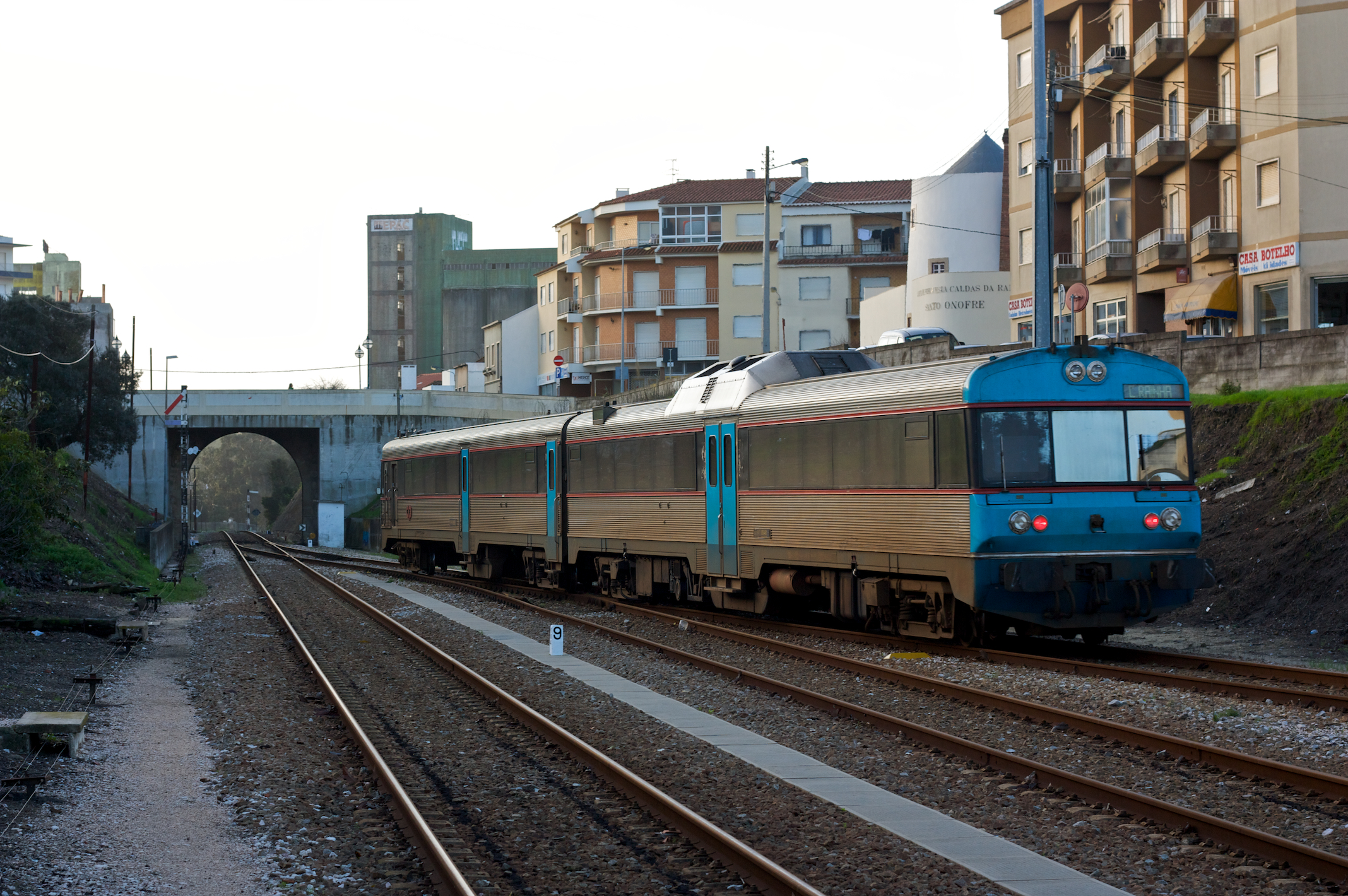
Automotora série 0450 na estação das Caldas da Rainha, em 2009.

### Século XXI

#### Década de 2000
A estação sofreu obras em 2002, tendo sido remodelados o interior do edifício de passageiros e os sanitários; a intervenção no edifício passou pela pintura, reparação das coberturas e reconstituição dos azulejos. Em 2004, foram instaladas, após obras de recuperação, no antigo restaurante e no antigo edifício para habitação no interior da estação, os serviços do Eixo Oeste; encontrava-se, igualmente, projectada a recuperação da cocheira.
Em Setembro de 2009, a Coligação Democrática Unitária transitou pela gare ferroviária das Caldas da Rainha durante uma campanha de protesto sobre as condições do serviço de passageiros na Linha do Oeste, tendo sido realizada uma sessão de protesto no largo em frente à estação.

#### Décadas de 2010 e 2020
Nos finais da década de 2010 foi finalmente aprovada a modernização e eletrificação da Linha do Oeste; no âmbito do projeto de 2018 para o troço a sul das Caldas da Rainha (inclusive), esta estação irá ser alvo de remodelação a nível das plataformas e respetivo equipamento, prevendo-se também a substituição do sistema ATV — sinalização para atravessamento de via seguro (ao PK 105+044). Esta empreitada colocará o limite do troço eletrificado da Linha do Oeste cerca de 2 km a norte da estação (ao PK 107+551), já na freguesia de Tornada e Salir, junto à passagem de nível da Rua da Palhagueira (ao PK 107+540), que será automatizada.

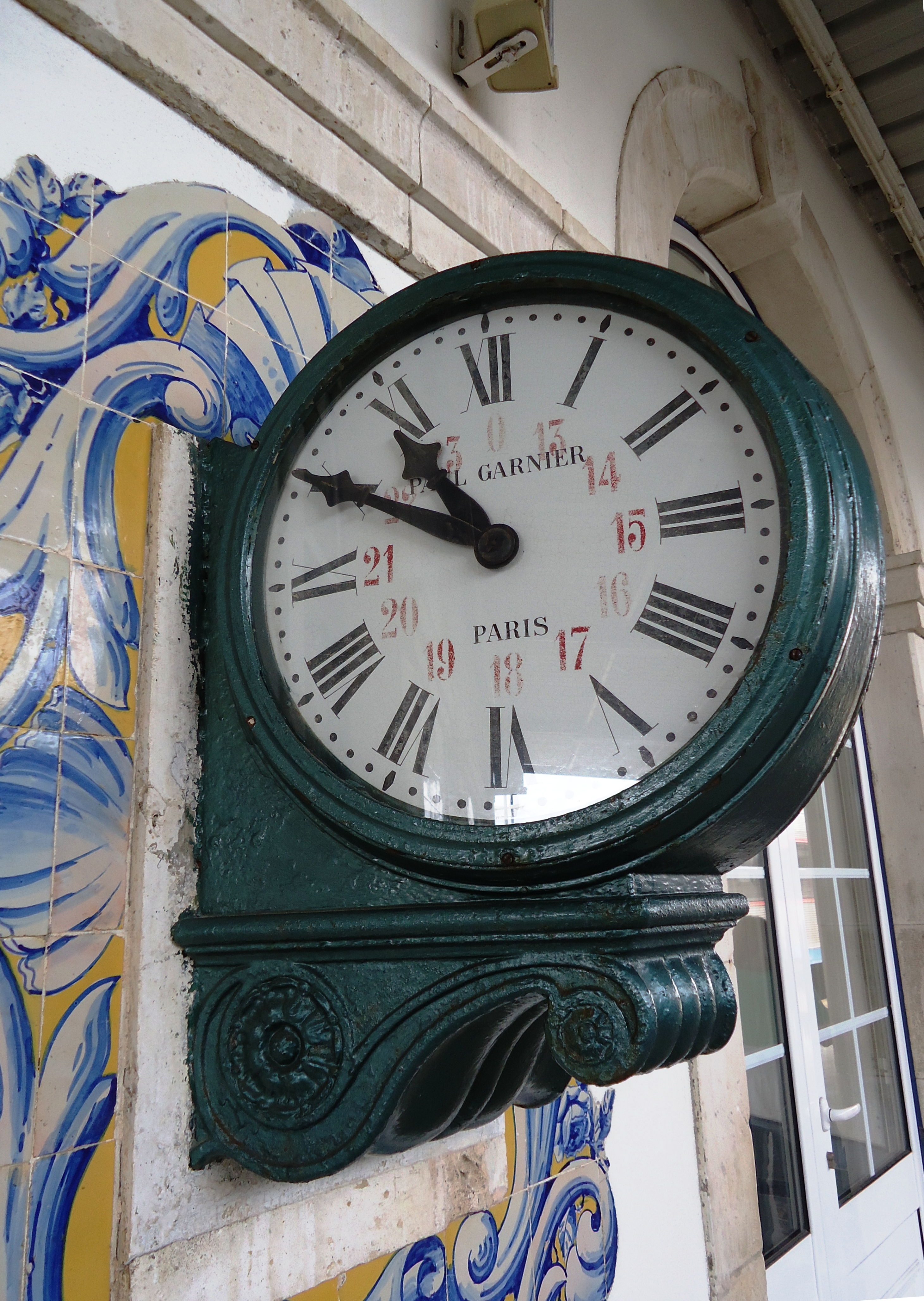
Relógio da estação.